# Karl Moser
Pour les articles homonymes, voir Moser.
Karl Coelestin Moser, né le 10 août 1860 à Baden et mort le 28 février 1936 à Zurich, est un architecte suisse qui a travaillé jusqu'en 1915 à Karlsruhe, puis comme professeur dans l'enseignement supérieur à Zurich.

## Biographie
Fils de l'architecte Robert Moser, il étudie de 1878 à 1882 l'architecture à l'Institut fédéral suisse de technologie (ETH) à Zurich. Après des études à Paris, il rencontre lors d'un travail à Wiesbaden, l'architecte Robert Curjel avec lequel il ouvre le cabinet d'architecture « Curjel et Moser » en 1888 à Karlsruhe (ils ont eu aussi une succursale à Bâle). Leur bureau attire bientôt l’attention dans le domaine de la construction d'églises. Leur coopération prend fin après le déclenchement de la Première Guerre mondiale. Après l'achèvement de la construction d'un collège en 1914, il reçoit un doctorat honoris causa de l'Université de Zurich.
Le 1er octobre 1915, il est nommé professeur titulaire d'architecture à l'Institut fédéral suisse de technologie, poste qu'il occupe jusqu'à sa retraite 13 ans plus tard. Karl Moser a également été le président fondateur du Congrès international d'architecture moderne. Certains de ses bâtiments en Suisse et à Karlsruhe, ont été décorés par son ami, le sculpteur Oskar Kiefer.
Son fonds se trouve aux archives de l'Institut d'histoire et de théorie de l'architecture (GTA) de l'ETH de Zurich.
Il repose au cimetière de Fluntern à Zurich.

## Bâtiments et projets

### 1888–1915 (Bureau Curjel und Moser)
- 1892–1893 : église évangélique Johanneskirche à Berne
- 1894 : "Einstein-Haus" de la Alten Kantonsschule Aarau
- 1895 : Église St. Sebastian à Wettingen
- 1896–1897 : Villa Boveri à Baden
- 1899–1900 : Villa Langmatt à Baden
- 1897–1900 : église évangélique Christuskirche à Karlsruhe
- 1898–1901 : église évangélique Saint-Paul à Bâle
- 1898–1902 : église paroissiale catholique St. Michel à Zoug
- vers 1900 : église paroissiale catholique St. Paul à Lucerne
- 1901–1904 : église évangélique de Mannheim-Lindenhof
- 1902–1904 : église évangélique de Bruggen, Straubenzell Saint-Gall
- 1902–1903 : Villa Ottilie à Karlsruhe, Ludwig-Marum-Straße 10
- 1902–1905 : église évangélique Pauluskirche à Bern
- 1904–1910 : Kunsthaus de Zurich
- 1905–1907 : église luthérienne de Karlsruhe
- 1905–1907 : Reichsbank de Metz (Reichsland Elsaß-Lothringen)
- 1906–1911(?) : "Siedlung Schweizersbild" à Schaffhouse
- 1908 : église paroissiale catholique de St. Anton à Zurich
- 1908 : église évangélique de Degersheim
- 1911 : église évangélique de Flawil
- 1907 : Bâtiment du conseil supérieur de l'église évangélique à Karlsruhe
- 1908–1911 : Fabrikantenvilla Hämmerle à Dornbirn, Oberdorf
- 1910–1913 : gare badoise de Bâle
- 1911–1914 : Collège de l'université de Zurich
- 1913 : Bâtiment de la Caisse générale de maladie à Karlsruhe
- 1913–1915 : Hall d'exposition et salle de concert à Karlsruhe

### Après 1915
- 1918–1920 : „Grosse Kirche Fluntern“ à Zürich-Fluntern
- 1925–1927 : église catholique Saint-Antoine à Bâle